# Coenos (tướng)
Coenos (khoảng năm 360 - 326 trước Công Nguyên): là một vị võ tướng trong Quân đội Macedonia dưới triều vua Alexandros Đại Đế.
Coenos là con trai của ông Polemocrates - một nhà quyền quý xứ Macedonia. Có lẽ ông đã chào đời tại Elimeia, vùng thung lũng sông Haliacmon, bởi do trong cuộc chinh phạt Đế quốc Ba Tư do Alexandros Đại Đế phát động, ông thống lĩnh đạo quân Elimeia trong đội hình phương trận Macedonia. Vào năm 335/334 trước Công Nguyên, Coenos kết hôn với con gái của Parmenion - vị Tướng quân lỗi lạc nhất của nhà vua Philippos II.
Sau khi vua Philippos II qua đời, Thái tử Alexandros lên nối ngôi, tức là Alexandros Đại Đế. Cũng như nhiều biến động chốn thâm cung trong lịch sử, ngôi Thái tử của Alexandros đã vấp phải sự chống đối, nhưng Đại tướng Parmenion kiên quyết vương đã vấp phải sự chống đối, nhưng Tướng quân Parmenion nhiệt huyết ủng hộ quyền nối vị của Alexandros. Để trả ơn, Alexandros phong cho thân nhân của vị công thần này làm quan to trong triều, và dĩ nhiên Coenos cũng là một trong số họ. Như sử cũ đã ghi chép, ông trở thành thống soái của một trong các đội hình phương trận. Điều ấy có nghĩa là ông đã tham chiến trong tất cả mọi trận đánh của Alexandros.
Khi mới nhận lấy chiếc Vương trượng xứ Macedonia (335 trước Công Nguyên), Alexandros Đại Đế thân hành thúc quân đi đánh dẹp di địch ở Illyricum (ngày nay là nước Albania). Vị tân vương đã truyền lệnh cho Coenos và Perdiccas đem binh đánh úp vào doanh trại của người Illyria trong đêm tối, và hai vị Tướng quân đã thắng lớn. Tuy ông đã đánh những trận dưới tiên triều Philippos II, chiến công đánh úp quân Illyria là trận chiến đầu tiên của ông đã sử cũ chép lại.
Vào tháng 5 năm 334 trước Công Nguyên, Alexandros Đại Đế thân chinh dẫn quân đi chinh phạt Đế quốc Ba Tư. Vào tháng sau tức là tháng 6, quân Macedonia dưới quyền Alexandros Đại Đế đã đánh tan tác quân của các quan Tổng trấn Ba Tư ở Tiểu Á trong trận đánh ven sông Granicus, trong đó Coenos chỉ huy đạo quân Elimian xông pha trận mạc. Sau khi chinh phục xứ Ionia và Lydia (miền Tây Bộ Thổ Nhĩ Kỳ), Alexandros Đại Đế phái Coenos hồi hương cũng với những người lính vừa mới kết hôn, và họ được chung sống với vợ trong suốt Mùa Đông. Sang Mùa Xuân năm sau, Coenos, Ptolemaios và Meleager kéo quân quay trở lại thành Gordium, thủ phủ xứ Phrygia, đã bị Tướng quân Parmenion đánh chiếm.
Tại thành Gordium, Alexandros Đại Đế ráo riết chuẩn bị cho cuộc hành binh về hướng Đông, nhằm tìm diệt quân chủ lực Ba Tư, đánh một trận lớn mà chấm dứt hoàn toàn cuộc chiến. Và, Alexandros Đại Đế đã không thất vọng: vào tháng 11 năm 333 trước Công Nguyên, các chiến binh của ông đã đập tan nát quân Ba Tư do đích thân Đại Vương Darius III Codomannus thống lĩnh trong trận Issus.
Trong năm 332 trước Công Nguyên, hai vị Tướng quân Coenos và Admetos mở cuộc tiến công đầu tiên vào các bức tường thành Týros - một thành phố cảng đã cầm cự trước cuộc công kích của quân Macedonia trong suốt nửa năm. Admetos đã hy sinh trong trận giao chiến này, và quân của hai ông đã đánh thắng quân địch.
Sử sách không chép rằng Coenos và đội quân phương trận của ông có tham gia trong chiến dịch phạt Ai Cập của Alexandros Đại Đế hay không. Tuy nhiên, họ lập nên công tích hiển hách trong trận Gaugamela (Arbela) vào ngày 1 tháng 10 năm 331 trước Công Nguyên. Sử sách vẫn viết Coenos là chỉ huy các đạo quân phương trận trong trận thắng lớn này. Giống như Tướng quân Hephaestion, cận thấn của Alexandros, và Perdiccas, ông đã bị trọng thương.